# Нижжа (річка)
Нижжа — річка в Україні, у Іванківському районі Київської області. Ліва притока Вересні (басейн Прип'яті).

## Опис
Довжина річки приблизно 4,7 км.

## Розташування
Бере початок на південному сході від Романівки. Тече переважно на південний схід через Нові Соколи і впадає у річку Вересню, праву притоку Ужа.